# كأس التحدي الإسكتلندي 2016–17
كأس التحدي الإسكتلندي 2016–17 (بالإنجليزية: 2016–17 Scottish Challenge Cup)‏ هو موسم من كأس التحدي الإسكتلندي ‏. كان عدد الأندية المشاركة فيه 54، وفاز فيه دندي يونايتد.